# 氢化羰基三(三苯基膦)合铑(I)
氢化羰基三(三苯基膦)合铑(I)是一种配位化合物，化学系为RhH(CO)[P(C6H5)3]3，它是可溶于苯的黄色固体，在工业上用于氢甲酰化反应。
它可由RhCl(CO)[P(C6H5)3]2的还原制得：
[RhCl(CO)(PPh3)2]  +  NaBH4  +  PPh3   →   [RhH(CO)(PPh3)3]  +  NaCl  +  BH3
它可由三氯化铑、三苯基膦和甲醛在碱性的醇溶液中反应得到。